# Part Lies, Part Heart, Part Truth, Part Garbage 1982–2011
Part Lies, Part Heart, Part Truth, Part Garbage 1982–2011 és una compilació de grans èxits de la banda estatunidenca de rock alternatiu R.E.M.. Publicada l'11 de novembre de 2011, és la primera compilació de la banda que conté material del segell independent I.R.S. Records i la discogràfica en la qual estaven en aquell moment, Warner Bros. Records.
L'anunci de compilació es va fer coincidir amb l'anunci de la separació final de la banda, el 21 de setembre de 2011. El títol de l'àlbum provés d'una broma que va fer el guitarrista Peter Buck en una entrevista l'any 1988.
Amb la publicació de l'àlbum d'estudi Collapse into Now (2011), R.E.M. va concloure el seu contracte amb la discogràfica Warner Bros. Records, i des de llavors van començar a compondre cançons noves sense comptar amb cap segell però amb el productor Jacknife Lee a Athens. Llavors van decidir compilar tot el material que havien enregistrat anteriorment, i hi van afegir tres cançons noves que havien compost recentment.

## Llista de cançons
| 1.            | «Gardening at Night»                                        | Chronic Town                 | 3:29  |
| 2.            | «Radio Free Europe»                                         | Murmur                       | 4:03  |
| 3.            | «Talk About the Passion»                                    | Murmur                       | 3:21  |
| 4.            | «Sitting Still»                                             | Murmur                       | 3:17  |
| 5.            | «So. Central Rain (I'm Sorry)»                              | Reckoning                    | 3:15  |
| 6.            | «(Don't Go Back To) Rockville»                              | Reckoning                    | 4:32  |
| 7.            | «Driver 8»                                                  | Fables of the Reconstruction | 3:23  |
| 8.            | «Life and How to Live It»                                   | Fables of the Reconstruction | 4:06  |
| 9.            | «Begin the Begin»                                           | Lifes Rich Pageant           | 3:28  |
| 10.           | «Fall on Me»                                                | Lifes Rich Pageant           | 2:50  |
| 11.           | «Finest Worksong»                                           | Document                     | 3:48  |
| 12.           | «It's the End of the World as We Know It (And I Feel Fine)» | Document                     | 4:05  |
| 13.           | «The One I Love»                                            | Document                     | 3:17  |
| 14.           | «Stand»                                                     | Green                        | 3:12  |
| 15.           | «Pop Song 89»                                               | Green                        | 3:04  |
| 16.           | «Get Up»                                                    | Green                        | 2:39  |
| 17.           | «Orange Crush»                                              | Green                        | 3:52  |
| 18.           | «Losing My Religion»                                        | Out of Time                  | 4:28  |
| 19.           | «Country Feedback»                                          | Out of Time                  | 4:09  |
| 20.           | «Shiny Happy People»                                        | Out of Time                  | 3:46  |
| 21.           | «The Sidewinder Sleeps Tonite»                              | Automatic for the People     | 4:07  |
| Durada total: | Durada total:                                               | Durada total:                | 76:11 |

| 1.            | «Everybody Hurts»                        | Automatic for the People              | 5:17  |
| 2.            | «Man on the Moon»                        | Automatic for the People              | 5:13  |
| 3.            | «Nightswimming»                          | Automatic for the People              | 4:16  |
| 4.            | «What's the Frequency, Kenneth?»         | Monster                               | 4:00  |
| 5.            | «New Test Leper»                         | New Adventures in Hi-Fi               | 5:26  |
| 6.            | «Electrolite»                            | New Adventures in Hi-Fi               | 4:05  |
| 7.            | «At My Most Beautiful»                   | Up                                    | 3:35  |
| 8.            | «The Great Beyond»                       | Man on the Moon                       | 5:06  |
| 9.            | «Imitation of Life»                      | Reveal                                | 3:57  |
| 10.           | «Bad Day»                                | In Time: The Best of R.E.M. 1988–2003 | 4:05  |
| 11.           | «Leaving New York»                       | Around the Sun                        | 4:49  |
| 12.           | «Living Well Is the Best Revenge»        | Accelerate                            | 3:11  |
| 13.           | «Supernatural Superserious»              | Accelerate                            | 3:23  |
| 14.           | «Überlin»                                | Collapse into Now                     | 4:15  |
| 15.           | «Oh My Heart»                            | Collapse into Now                     | 3:21  |
| 16.           | «Alligator_Aviator_Autopilot_Antimatter» | Collapse into Now                     | 2:45  |
| 17.           | «A Month of Saturdays»                   |                                       | 1:40  |
| 18.           | «We All Go Back to Where We Belong»      |                                       | 3:35  |
| 19.           | «Hallelujah»                             |                                       | 3:42  |
| Durada total: | Durada total:                            | Durada total:                         | 75:41 |

| 1.            | «Radio Free Europe»                            | 3:11  |
| 2.            | «Talk About the Passion»                       | 3:21  |
| 3.            | «Fall On Me»                                   | 2:59  |
| 4.            | «The One I Love»                               | 3:17  |
| 5.            | «Orange Crush»                                 | 3:50  |
| 6.            | «Losing My Religion»                           | 4:45  |
| 7.            | «Man on the Moon»                              | 4:46  |
| 8.            | «What's the Frequency, Kenneth?»               | 4:01  |
| 9.            | «All the Way to Reno (You're Gonna Be a Star)» | 4:22  |
| 10.           | «Leaving New York»                             | 4:43  |
| 11.           | «Supernatural Superserious»                    | 3:39  |
| 12.           | «Überlin»                                      | 3:53  |
| Durada total: | Durada total:                                  | 46:47 |

## Crèdits
| R.E.M. - Bill Berry – bateria, percussió, veus addicionals, baix, composició, producció - Peter Buck – guitarra elèctric, guitarra acústica, mandolina, banjo, composició, producció - Mike Mills – baix, veus addicionals, òrgan, piano, teclats, arranjaments, composició, producció - Michael Stipe – cantant, composició, producció Tècnics - Chris Bilheimer – disseny artístic - Joe Boyd, Don Dixon, Don Gehman, Mitch Easter, Jacknife Lee, Scott Litt, Pat McCarthy – producció - Jay Weigel – enllaç orquestra | Músics addicionals - George Hanson – director d'orquestra - Shamarr Allen, Leroy Jones – trompeta - Kirk M. Joseph Sr. – sousàfon - Deborah Workman – oboe - David Arenz, Ellie Arenz, Denise Berginson-Smith, David Braitberg, Andy Carlson, Lommie Ditzen, Patti Gouvas, Dave Kempers, Sandy Salzinger, Sou-Chun Su, Judy Taylor – violí - Reid Harris, Paul Murphy, Heidi Nitchie – viola - Knox Chandler, Andrew Cox, Kathleen Kee, Daniel Laufee, Elizabeth Murphy – violoncel - Ralph Jones – contrabaix - Lenny Kaye – guitarra - Peter Holsapple – guitarra acústica - John Keane – guitarra d'acer amb pedal - Nathan December – güiro - Mark Bingham – arranjaments de corda - John Paul Jones – arranjaments orquestrals - Scott McCaughey – guitarra, teclats, veus addicionals, acordió - Bill Rieflin – bateria, buzuki, teclats, guitarra - Peaches, Kate Pierson – veus addicionals |